# Karvan Cévitam

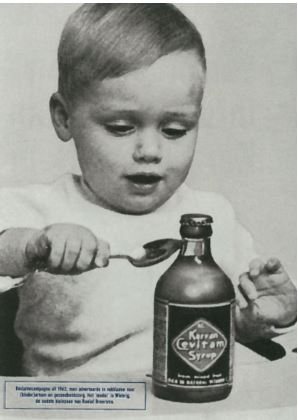
Een plaatje van Karvan Cevitam uit 1948

Karvan Cévitam is een Nederlands merk limonadesiroop. Sinds 2000 is het eigendom van H.J. Heinz Company (in 2015 opgegaan in Kraft Heinz), een Amerikaanse voedingsmiddelenproducent.

## Geschiedenis
Jan Zwaardemaker begon in 1887 een wijnhandel aan de Prinsengracht in Amsterdam. Naast wijn handelde hij ook  in vruchtensappen. Toen het pand te klein werd verhuisde het bedrijf in 1893 naar de Weesperzijde in Amsterdam. In 1902 richtte hij samen met compagnon Repelius de vennootschap Zwaardemaker & Co op. De vruchtensappen die het bedrijf produceerde waren populair omdat ze houdbaar waren bij kamertemperatuur. In 1924 nam de zoon van Zwaardemaker het bedrijf over en samen met zijn vrouw opende hij in 1928 een fabriek in Maarssen, direct aan de spoorlijn en het Amsterdam-Rijnkanaal. Dat was logistiek voordelig in verband met de aanvoer van vers fruit. De productie van Karvan Cévitam vindt hier anno 2020 nog steeds plaats.

### Ontwikkeling rozenbottelsiroop
Eind jaren dertig deed de toenmalige Landbouwhogeschool in Wageningen onderzoek naar de mogelijkheden die de natuur bood voor meer vitamine C in het voedselpakket. De bottels van botanische roos Rosa alpina (ook wel Rosa pendulina) bleken een grote bron van vitamine C, vele malen groter dan sinaasappels en kiwi's. Omstreeks 1940 werd het onderzoek voortgezet in tuinbouwgebied Boskoop waarbij men ook een andere botanische roos onderzocht en kweekte, de Rosa blanda.
Omdat de door de Duitsers verstoorde voedselvoorziening in de Tweede Wereldoorlog leidde tot een tekort aan vitamine C in de voeding, benaderde de Nederlandse Voedingsraad in 1942 ingenieur Roelof Broersma met de vraag of hij een vitamine C-bron kon ontwikkelen die snel kon worden ingezet. Broersma richtte zich op rozenbottels en kwam voor de productie uit bij Zwaardemaker & Co dat over faciliteiten beschikte voor het maken van jam en vruchtensappen. Nog tijdens de oorlog werd een eerste experimentele tuin van 2700 rozenbottelstruiken aangelegd op een terrein langs het Amsterdam-Rijnkanaal in Maarssen. Broersma ontwikkelde een siroop van de rozenbottels, liet die door Zwaardemaker produceren en behield zelf, via zijn bedrijf NV R.J. Broersma te Zeist, het eigendom en het verkooprecht. Hij noemde het product Karvan Cévitam. Deze naam was afgeleid van 'karavaan van vitamine C'. De siroop kreeg na 1945 grote bekendheid als gezonde siroop voor baby's en kinderen.

### Buitenlandse bottels
Schaalvergroting en kostenreductie werden steeds belangrijker. Zwaardemaker vulde de bottelproductie uit eigen tuinen (Wijk bij Duurstede, Schalkwijk en Maarssen) aan met uit Polen ingekochte en ingevroren wilde bottels. Het gehalte aan vitamine C van de bottels werd minder belangrijk, volume en kleur kregen voorrang. Als gevolg daarvan gaf men aan de soort Haematode de voorkeur. Vanaf 1978 verplaatste Zwaardemaker de eigen teelt naar Frankrijk. De oogst door Nederlandse boeren in de buurt van Auxerre werd daar gemechaniseerd. De kwekerijen in Nederland werden vernietigd.

### Gezondheid
In 1967 kreeg Broersma, in het kader van het Jam- en Limonadebesluit, toestemming voor het gebruik van de aanduiding 'kindervoeding' voor Karvan Cévitam.
Eind jaren zeventig kwam het gezondheidsimago van limonadesiropen, waaronder ook Karvan Cévitam, onder vuur te liggen. Het suikergehalte van soms 55% was ver boven wat uit oogpunt van gezonde voeding verantwoord werd geacht. Bijvoorbeeld de gebitten van kinderen hadden er onder te lijden. Zwaardemaker speelde daarop in door ook siropen te ontwikkelen zonder extra toegevoegde suikers. 

### Andere eigenaren
Zwaardemaker & Co nam in 1967 de aandelen over van het bedrijf van Broersma, waar het toen al circa 25 jaar de productie voor verzorgde.
In 1980 werd Zwaardemaker door het Nederlands voedingsconcern CSM NV overgenomen en het bedrijf fuseerde tien jaar later met De Ruijter, een Nederlandse broodbelegfabrikant en ook onderdeel van de voedseldivisie van CSM. In 2000 nam H.J. Heinz Company (kortweg Heinz) de voedseldivisie van CSM over, waarmee Karvan Cévitam in Amerikaanse handen kwam.

## Verpakkingen
In 1989 werd de glazen fles met plastic schroefdop vervangen door een blikverpakking en in 2007 werd de "shaped can" geïntroduceerd.

## Selectie afgeleide producten
- 2015 - Karvan Cévitam GO (een klein flesje voor onderweg)[12]
- 2020 - Signature Blends, gericht op volwassenen, bedoeld voor de aanmaak van (alcoholvrije) cocktails.[13]